# エア・ヨーロッパ (スペイン)
エア・ヨーロッパ（Air Europa、スペイン語：Air Europa Líneas Aéreas, S.A）はスペイン、マヨルカ島パルマ・デ・マヨルカを本拠地としている航空会社。スペインでは、イベリア航空、ブエリング航空に次ぐ、第3位の規模を誇る。航空連合「スカイチーム」に加盟している。
なお、かつてイギリスの航空会社であったAir Europe、イタリアの航空会社であったAir Europeとは関係がない（スペイン語表記と英語表記でaとeが違う）。

## 歴史
- 1986年、British ILG-Air Europe Groupとスペインの銀行の出資によって設立された。ボーイング737-300、ボーイング757を使用して運航を開始。また、スペインの民間企業として初めて国内定期便を運航した[1]。
- 1991年には親会社のILGが消滅。同年にボーイング737-400の運行を開始。
- 1998年1月、イベリア航空とフランチャイズ契約を締結。
- 2007年にはスカイチームにアソシエート・メンバーとして加盟し、2010年にフルメンバーとなった。
- 2019年5月22日、ブラジル国民航空庁(ANAC)から、ブラジル国内線運航許可を受けた。国外の航空会社としてこの認可を受けるのは初めて。
- 2019年11月、ブリティッシュ・エアウェイズとイベリア航空の親会社であるIAGがエア・ヨーロッパを買収することで合意したが、独占禁止法に抵触するため、2024年8月に取りやめとなった[2]。
- 2024年12月18日、トルコに就航。

## 保有機材

### リスト
| 機材                | 運航中 | 発注 | 座席 | 座席 | 座席 | 備考                                              |
| 機材                | 運航中 | 発注 | C    | Y    | 合計 | 備考                                              |
| ------------------- | ------ | ---- | ---- | ---- | ---- | ------------------------------------------------- |
| ボーイング737-800   | 26     | -    | -    | 189  | 189  | うち9機はエア・ヨーロッパ・エクスプレス向けに運航 |
| ボーイング737-8 MAX | 1      | 19   | -    | 189  | 189  |                                                   |
| ボーイング787-8     | 10     | -    | -    | 291  | 291  |                                                   |
| ボーイング787-8     | 10     | -    | 22   | 276  | 298  |                                                   |
| ボーイング787-9     | 18     | -    | 30   | 303  | 333  |                                                   |
| ボーイング787-9     | 18     | -    | 32   | 307  | 339  |                                                   |
| 合計                | 55     | 19   |      |      |      |                                                   |

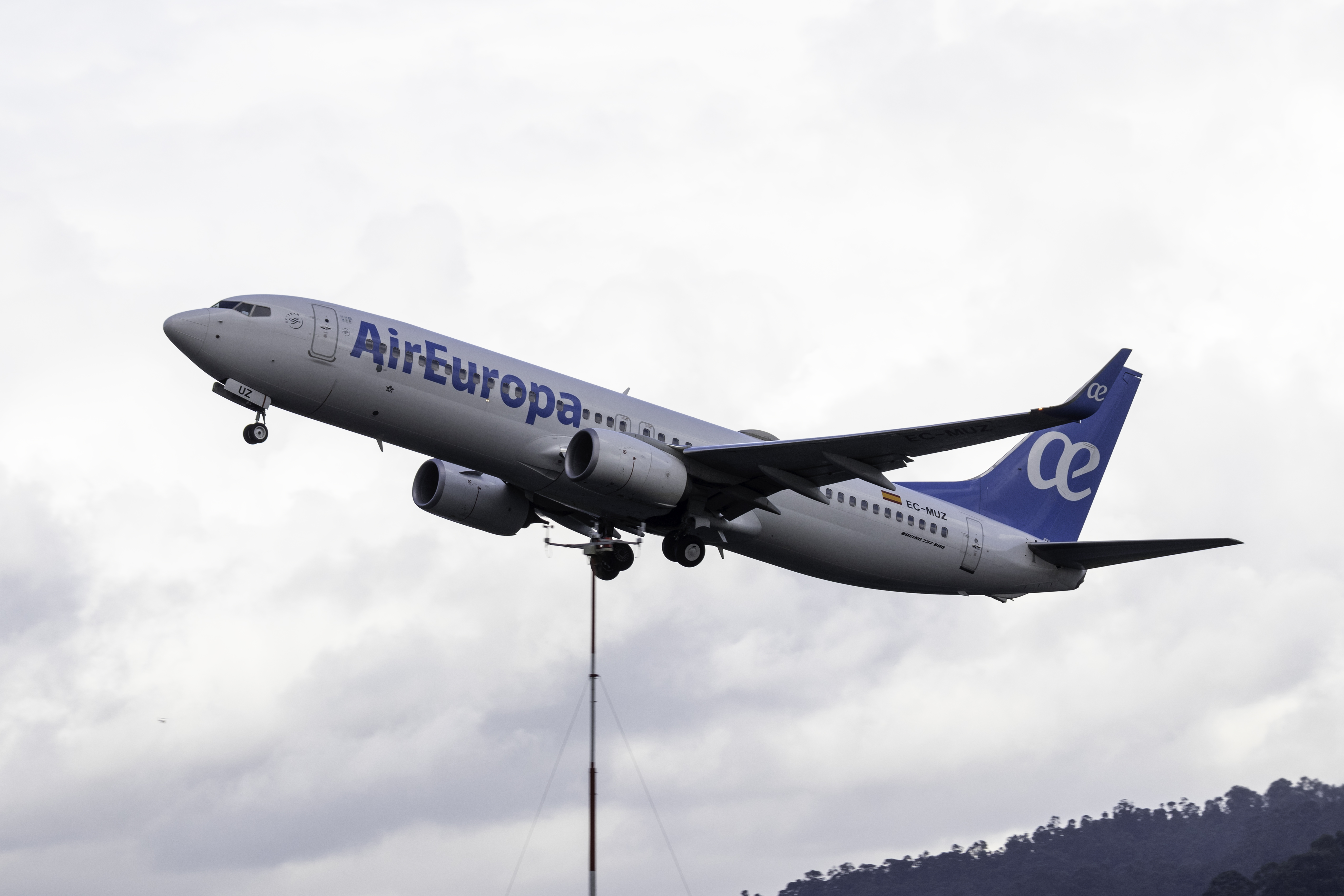
ボーイング737-800
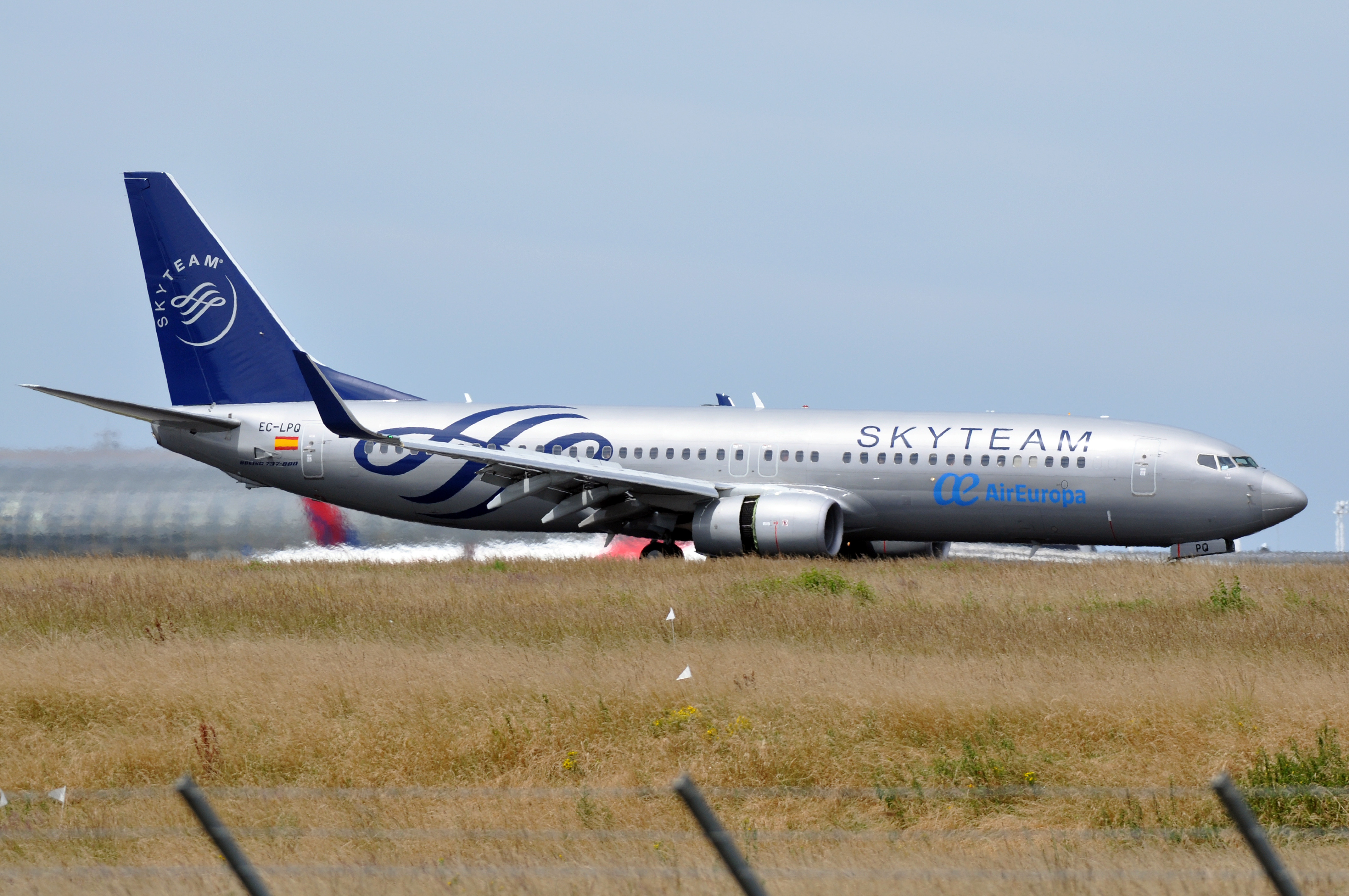
ボーイング737-800（スカイチーム塗装）
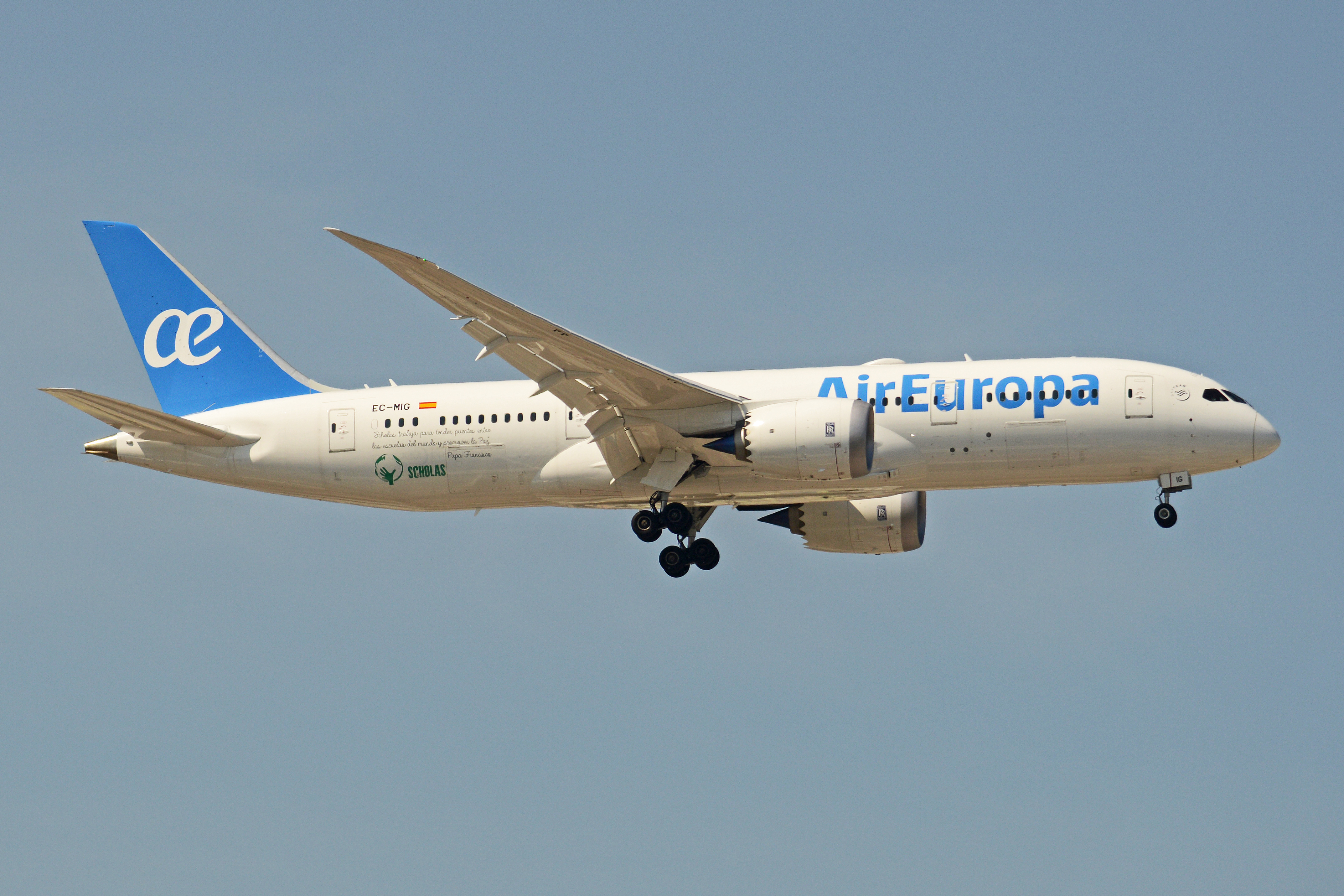
ボーイング787-8
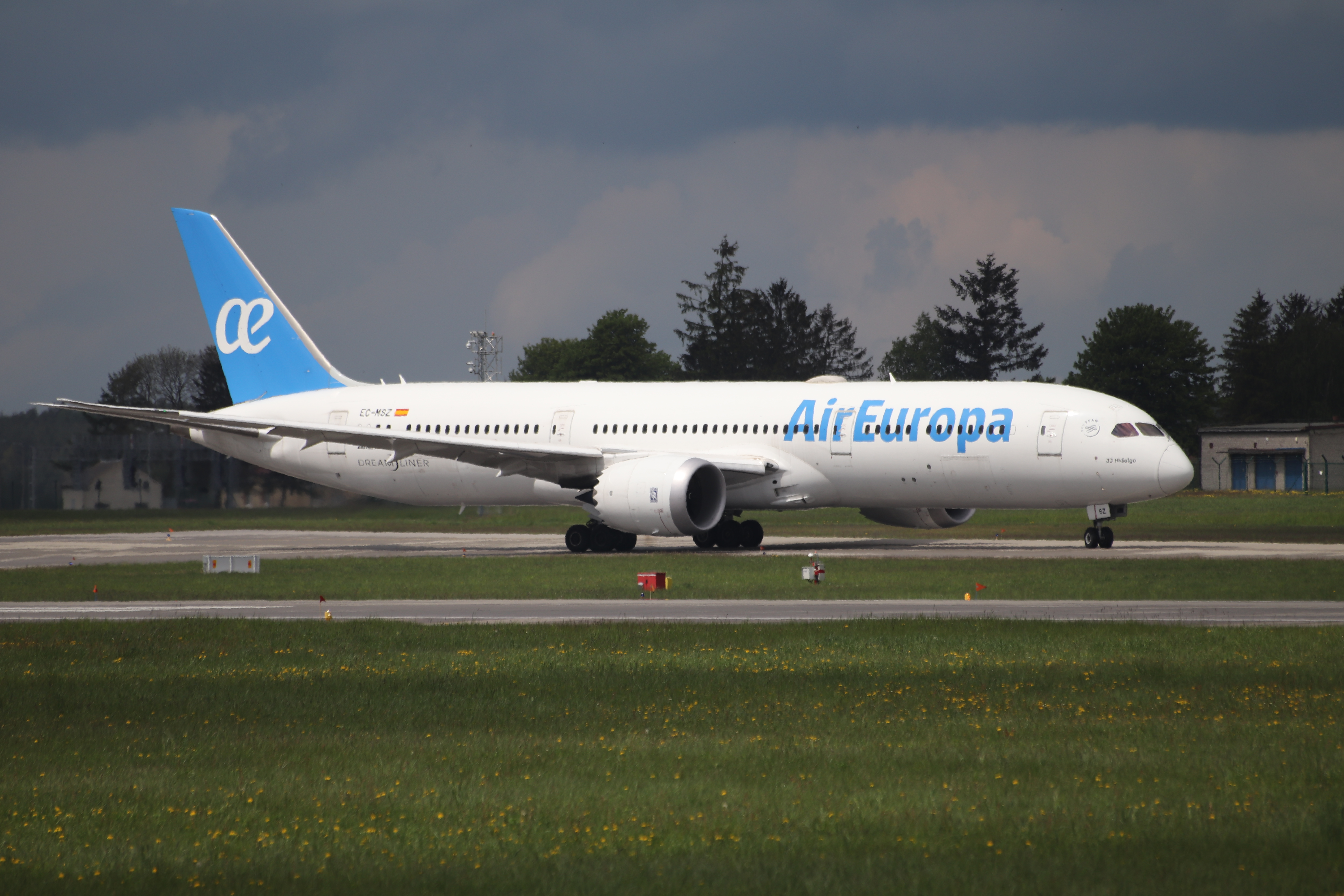
ボーイング787-9

### 過去の保有機材
- エアバスA330-200/300
- エアバスA340-200
- ATR 42
- ATR 72
- ボーイング737-300/400
- ボーイング737-600
- ボーイング757-200
- ボーイング767-200/300ER
- BAe ATP
- エンブラエル ERJ 145
- エンブラエル 195
- マクドネル・ダグラス MD-83

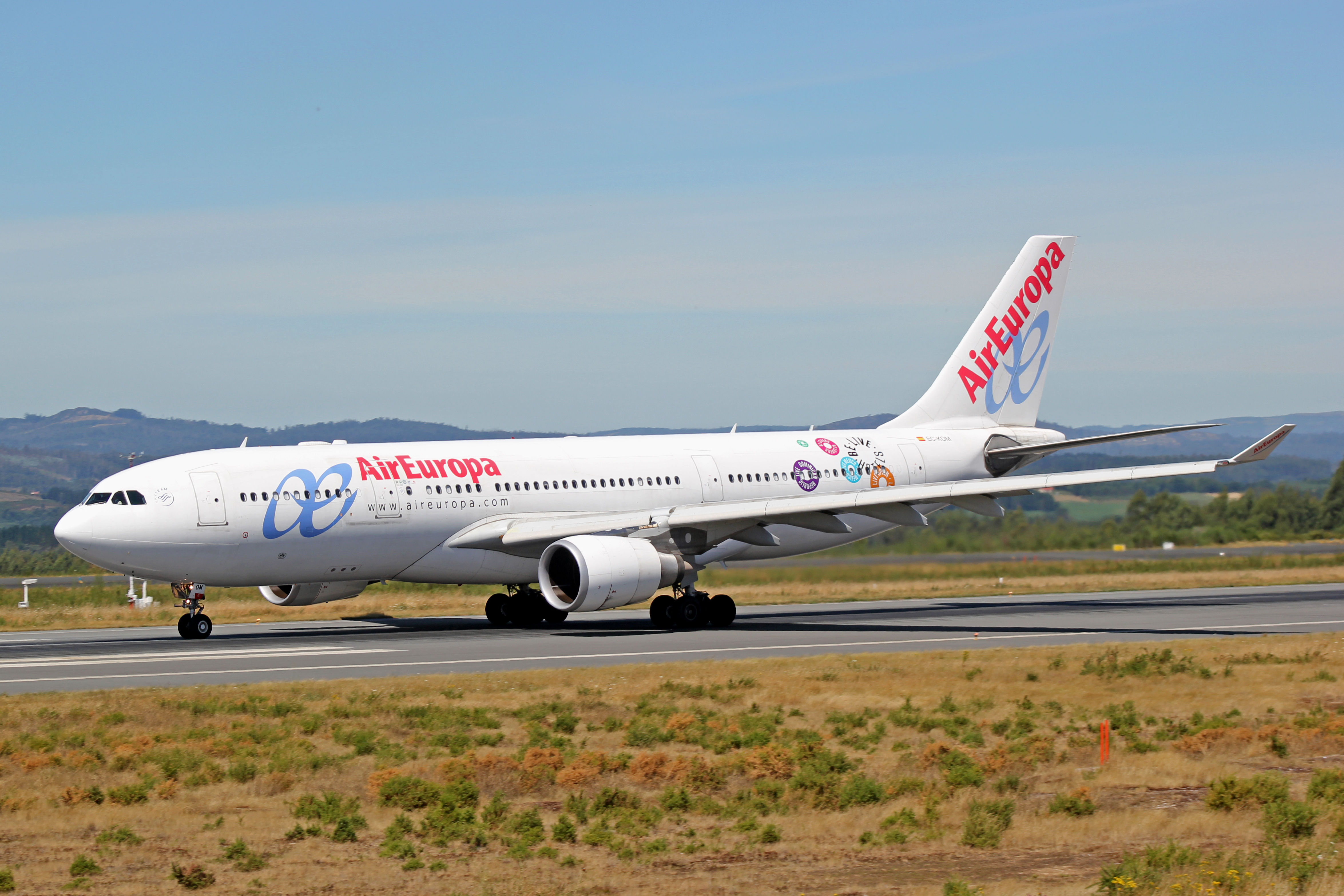
エアバスA330-200
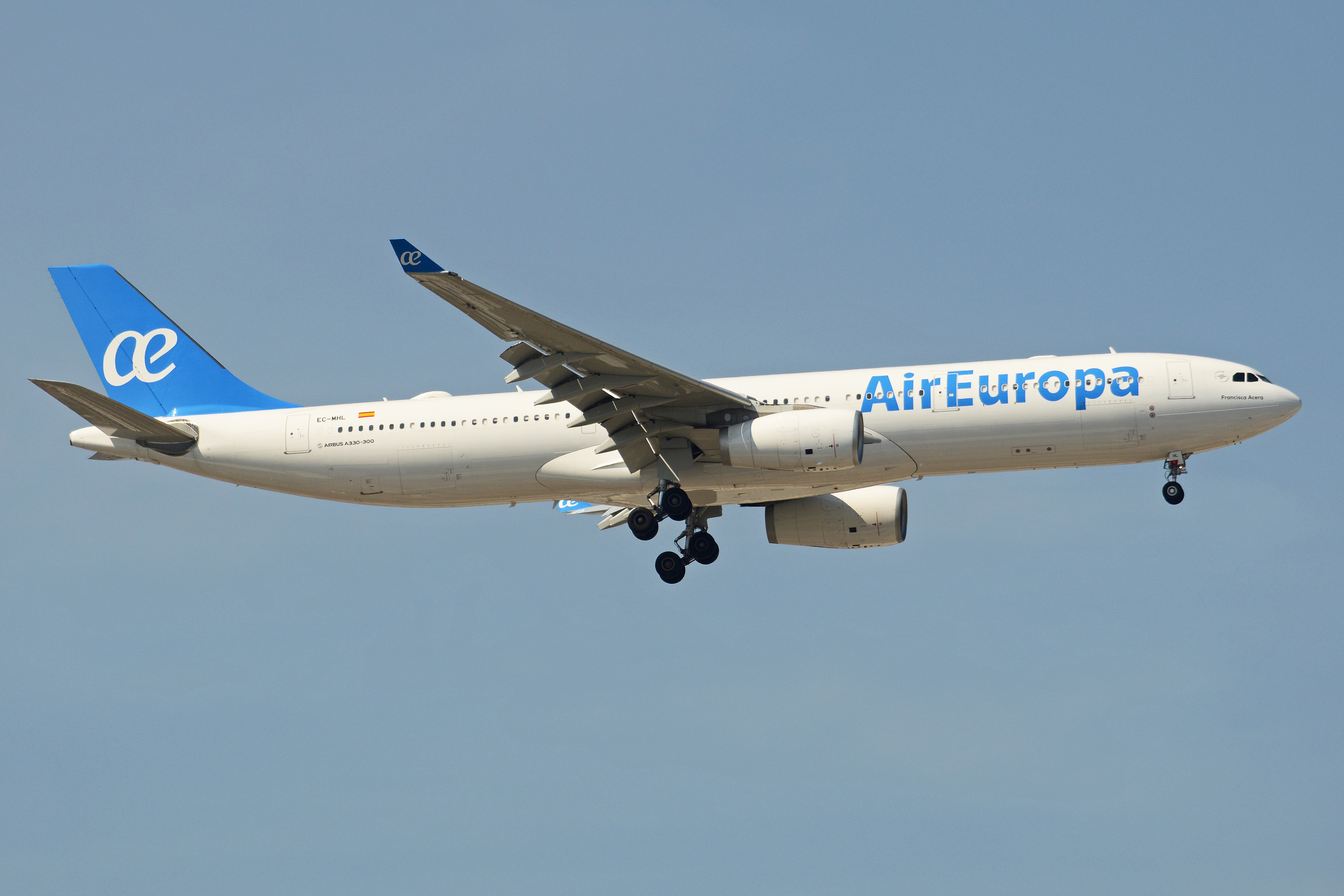
エアバスA330-300
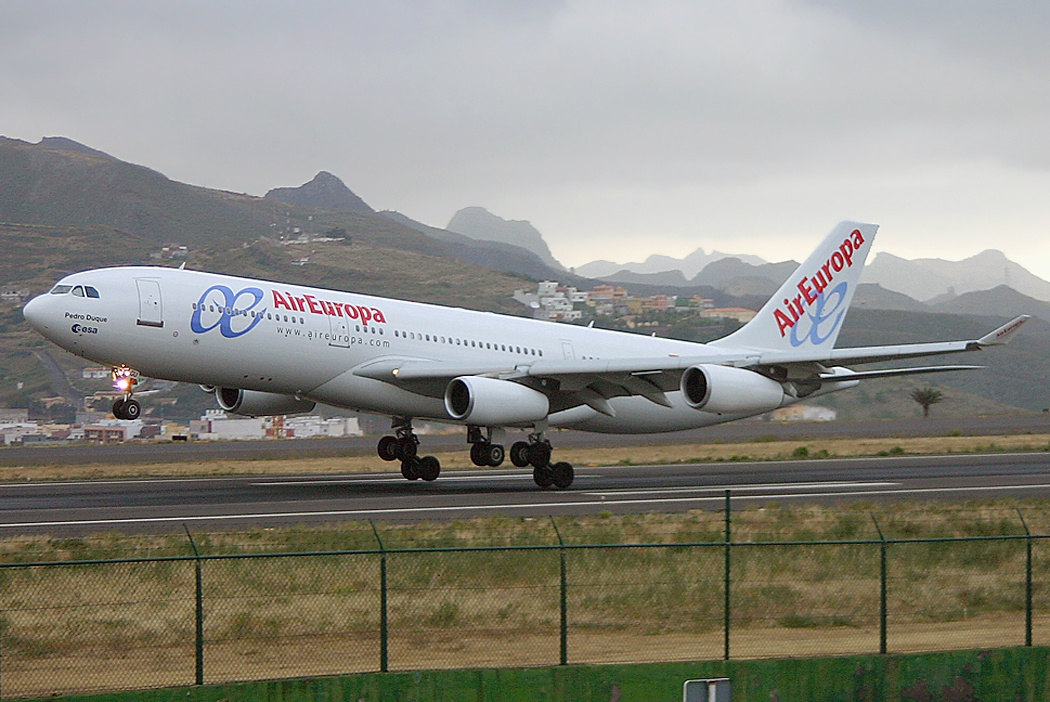
エアバスA340-200
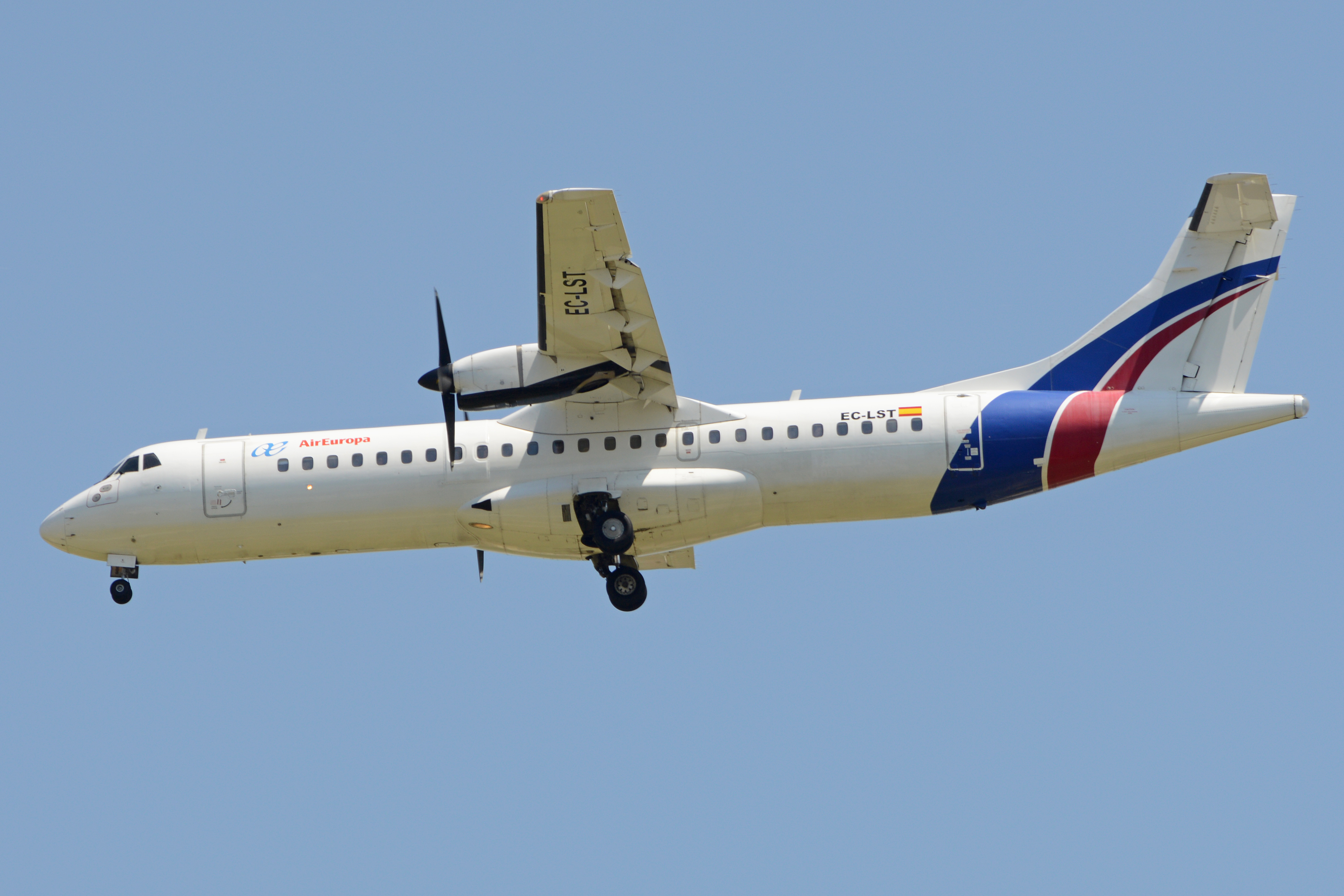
ATR 72-200
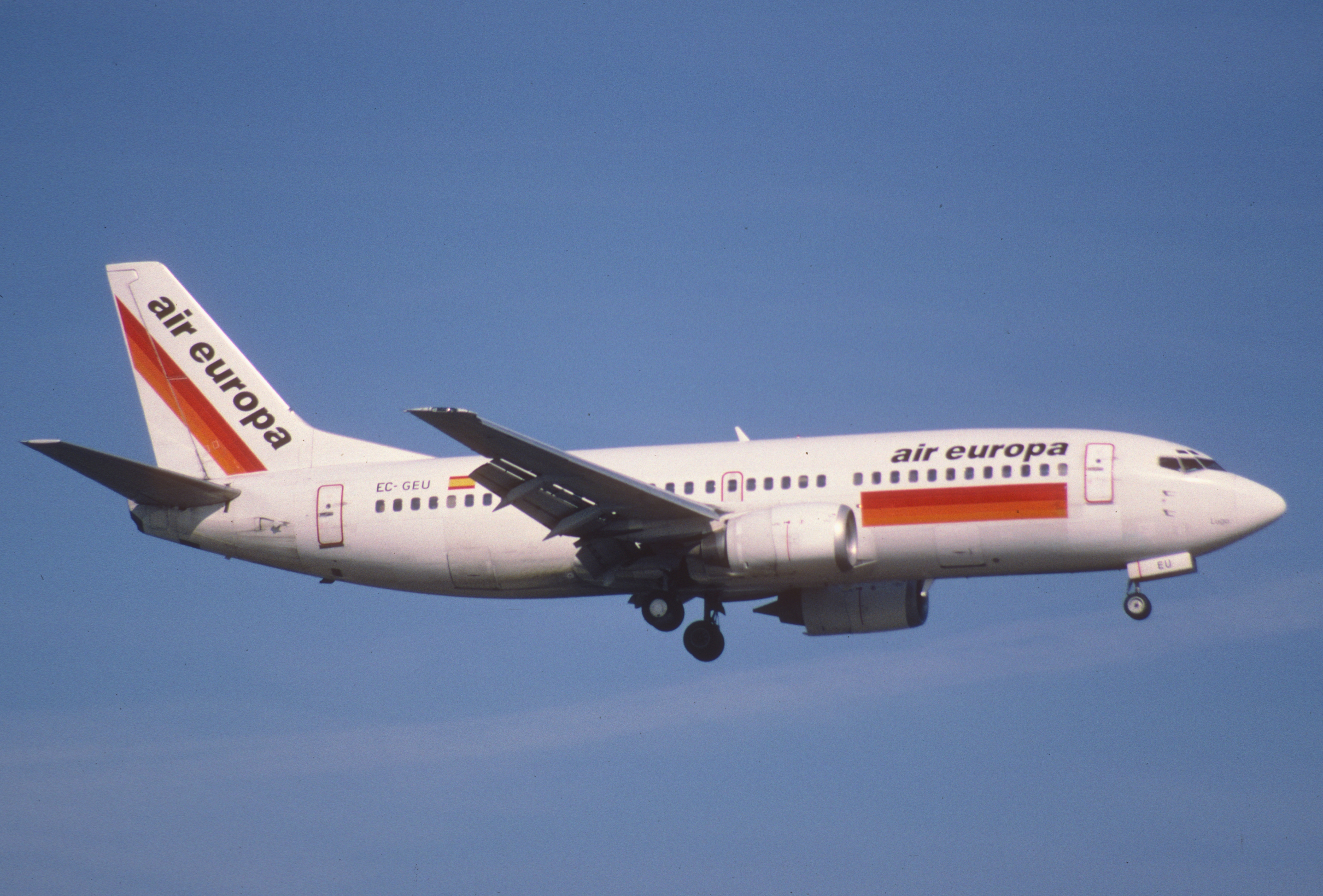
ボーイング737-300
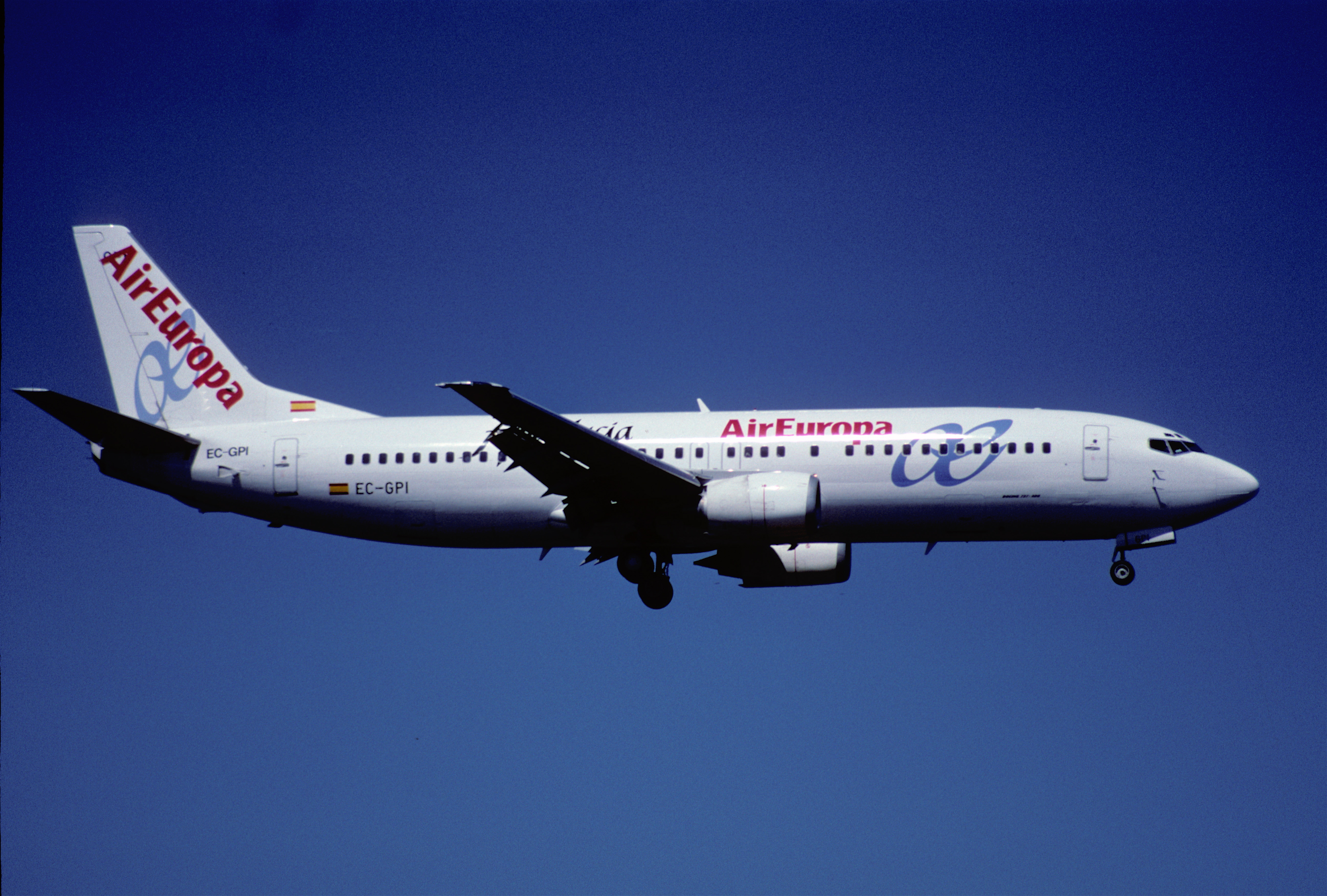
ボーイング737-400
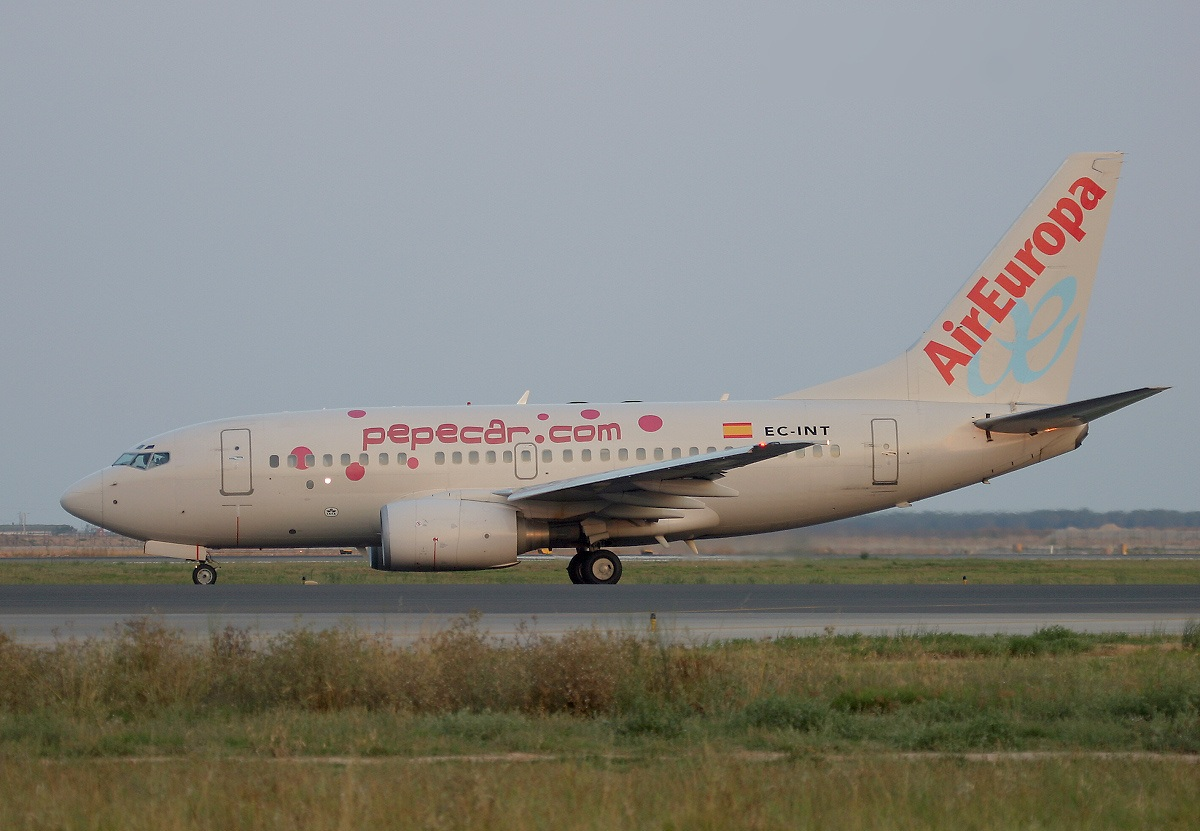
ボーイング737-600
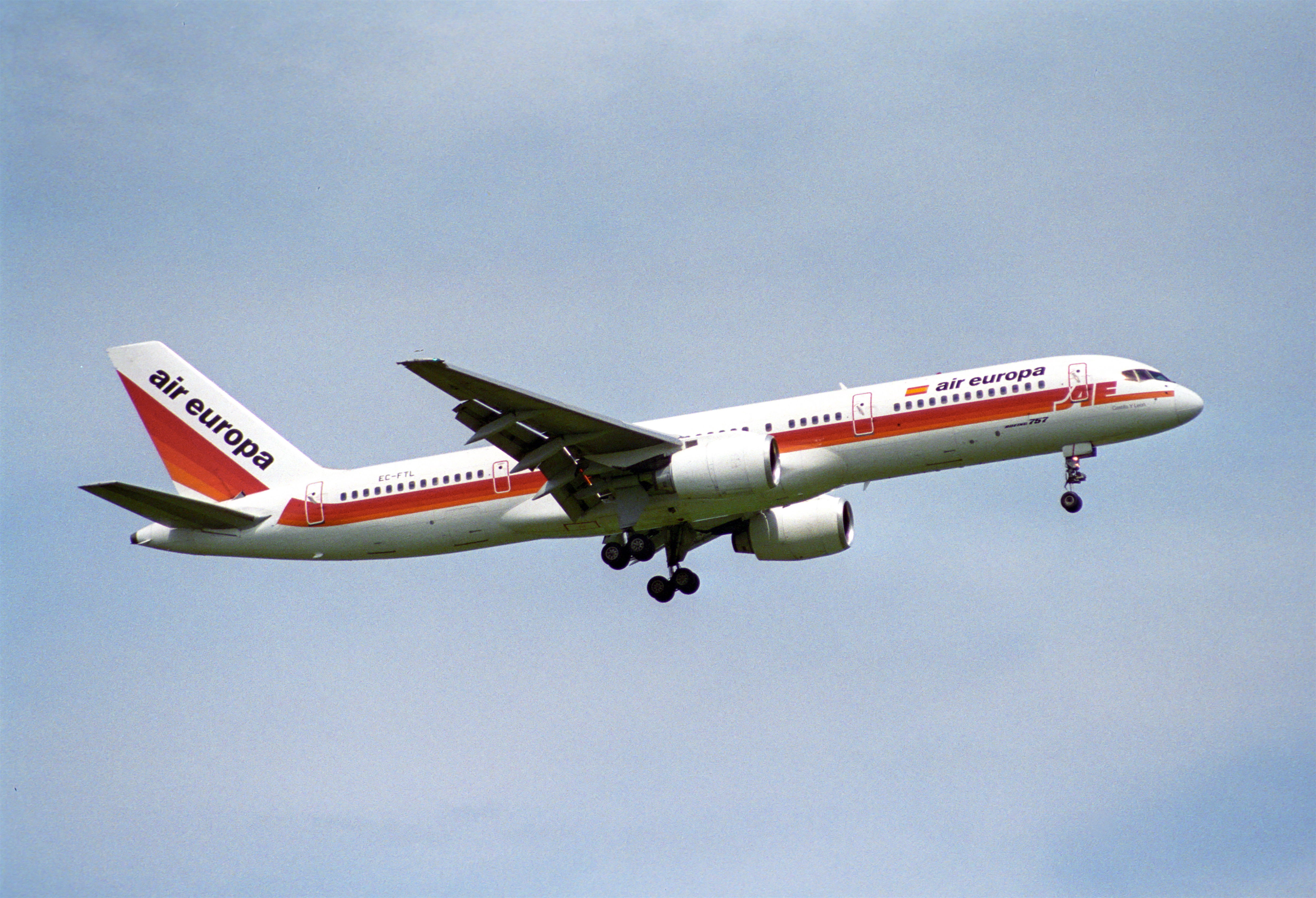
ボーイング757-200
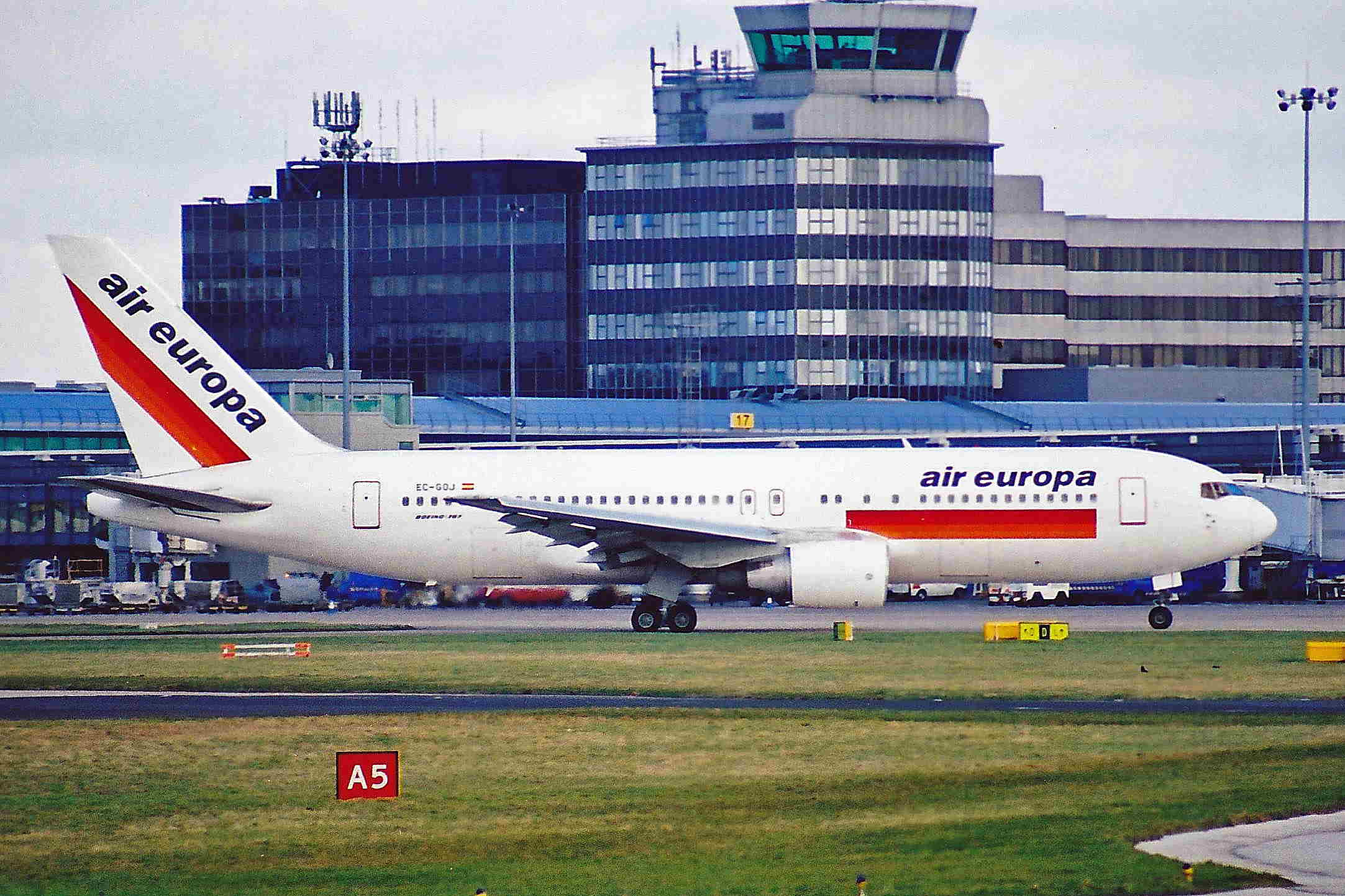
ボーイング767-200
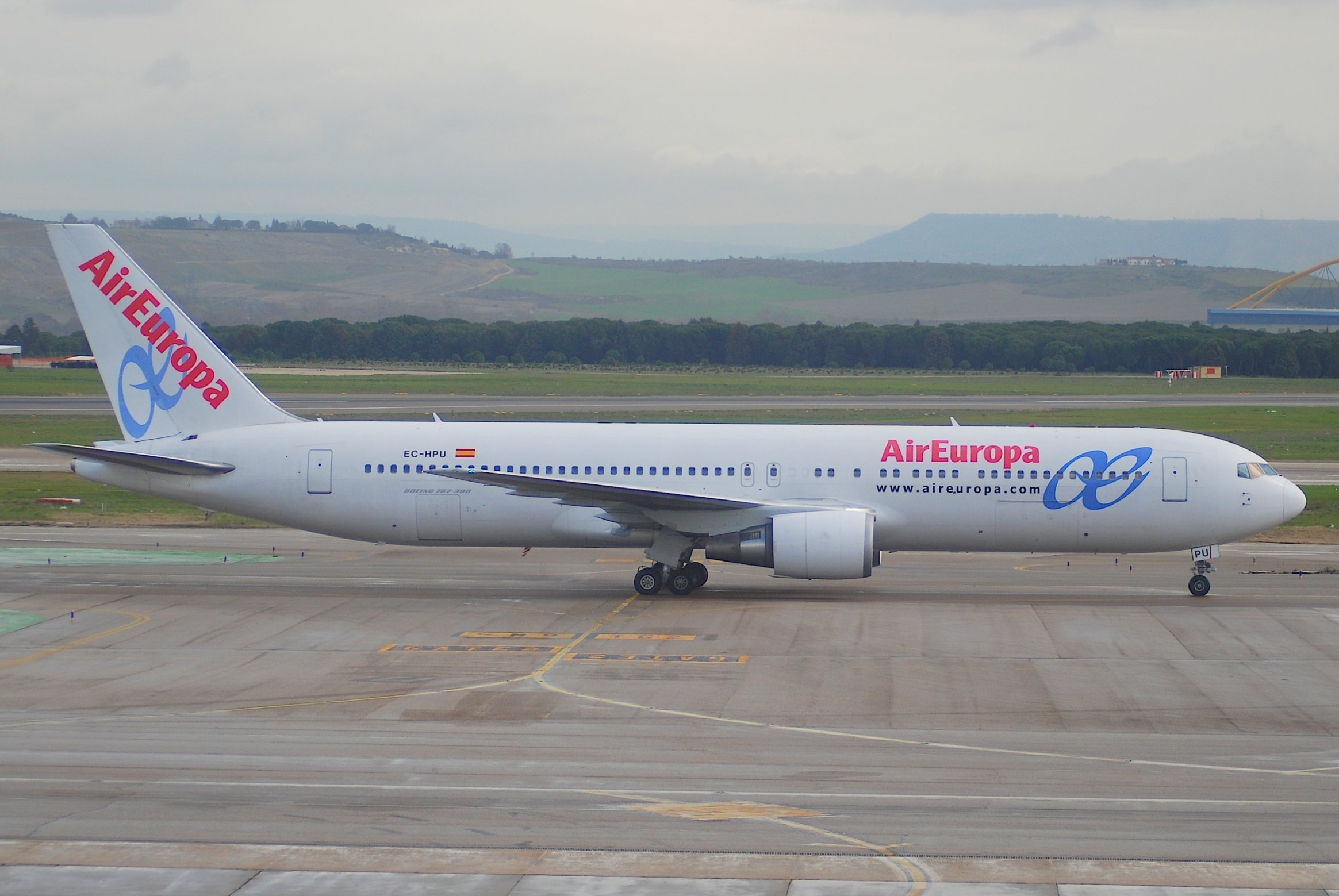
ボーイング767-300ER
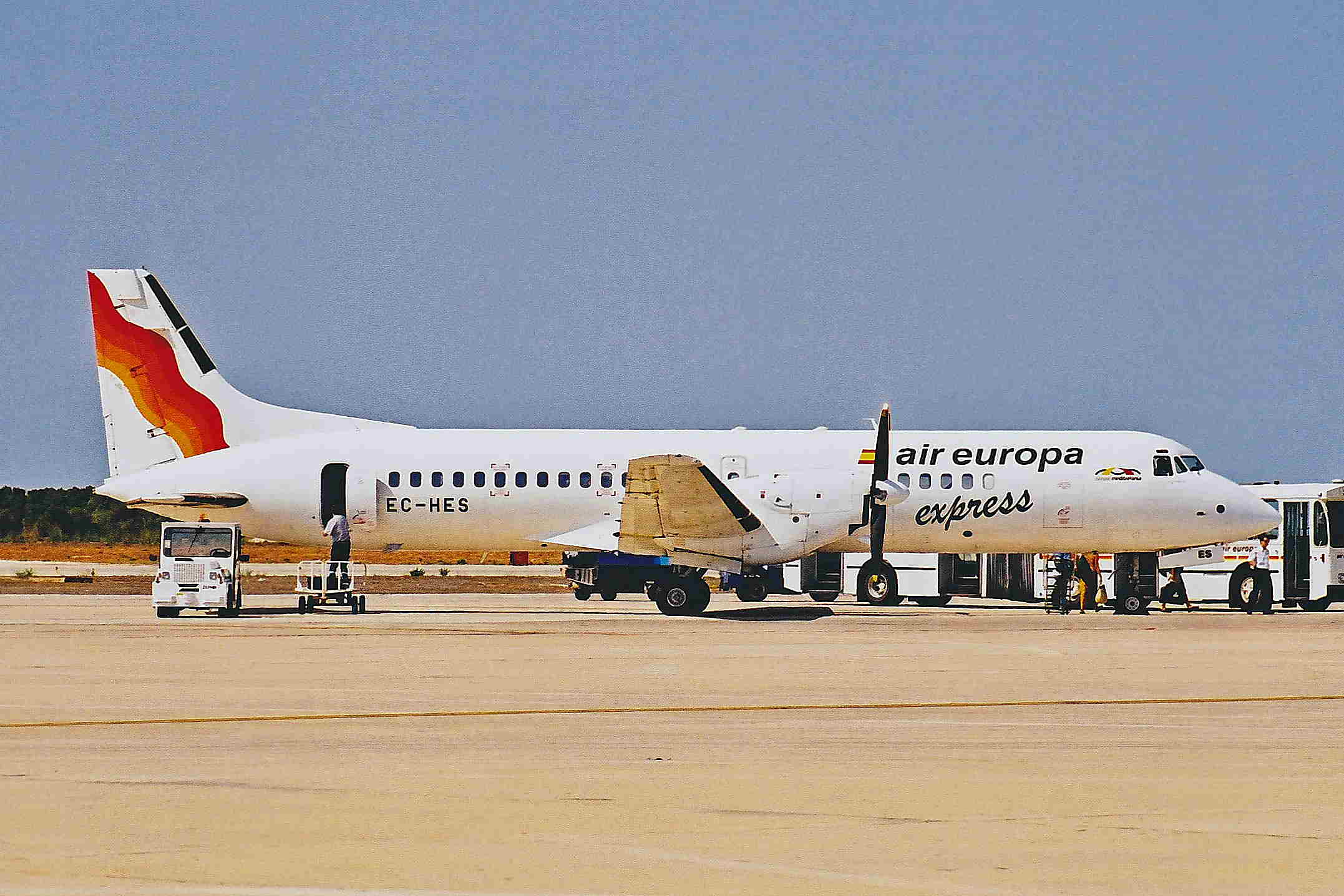
BAe ATP
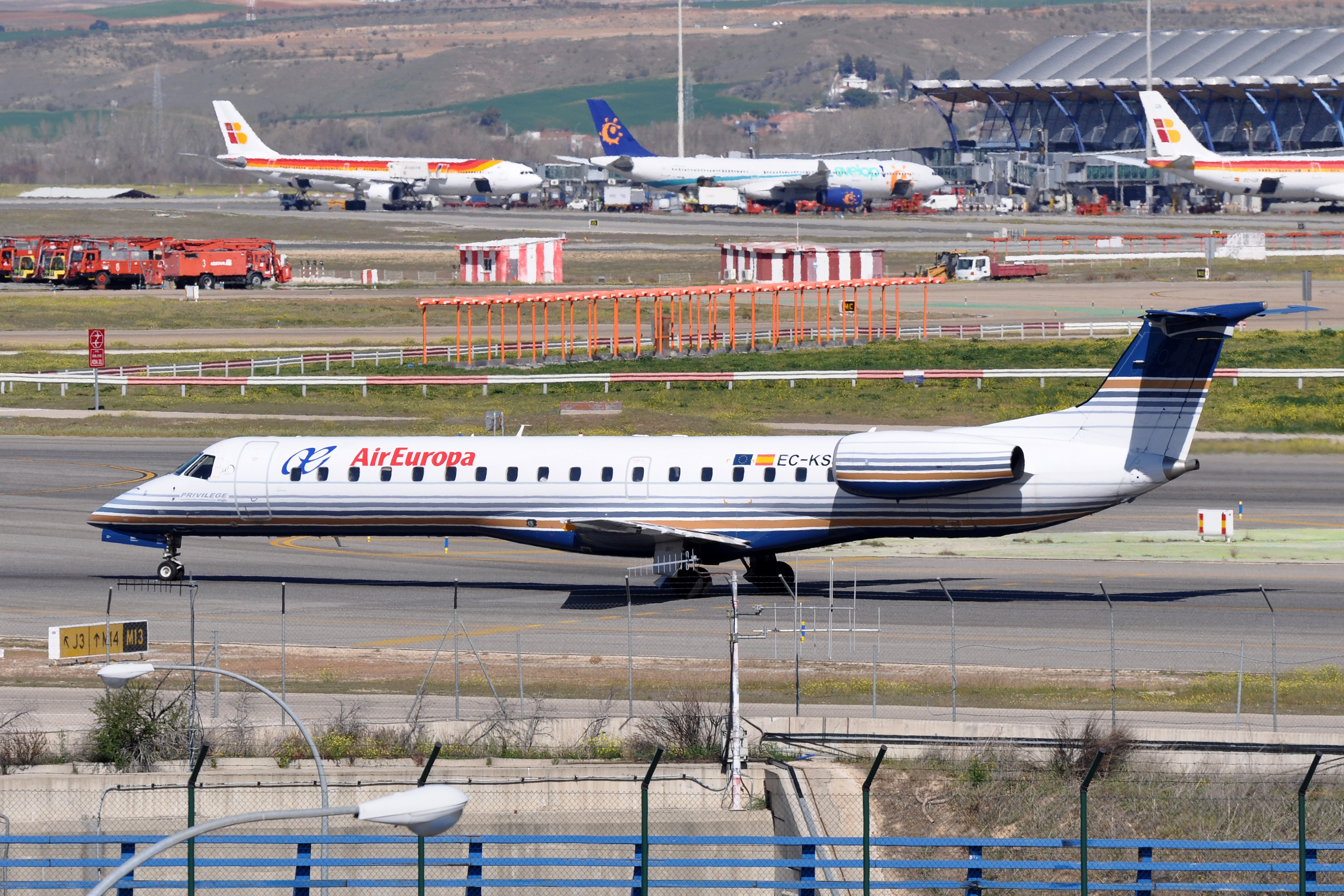
エンブラエル ERJ 145
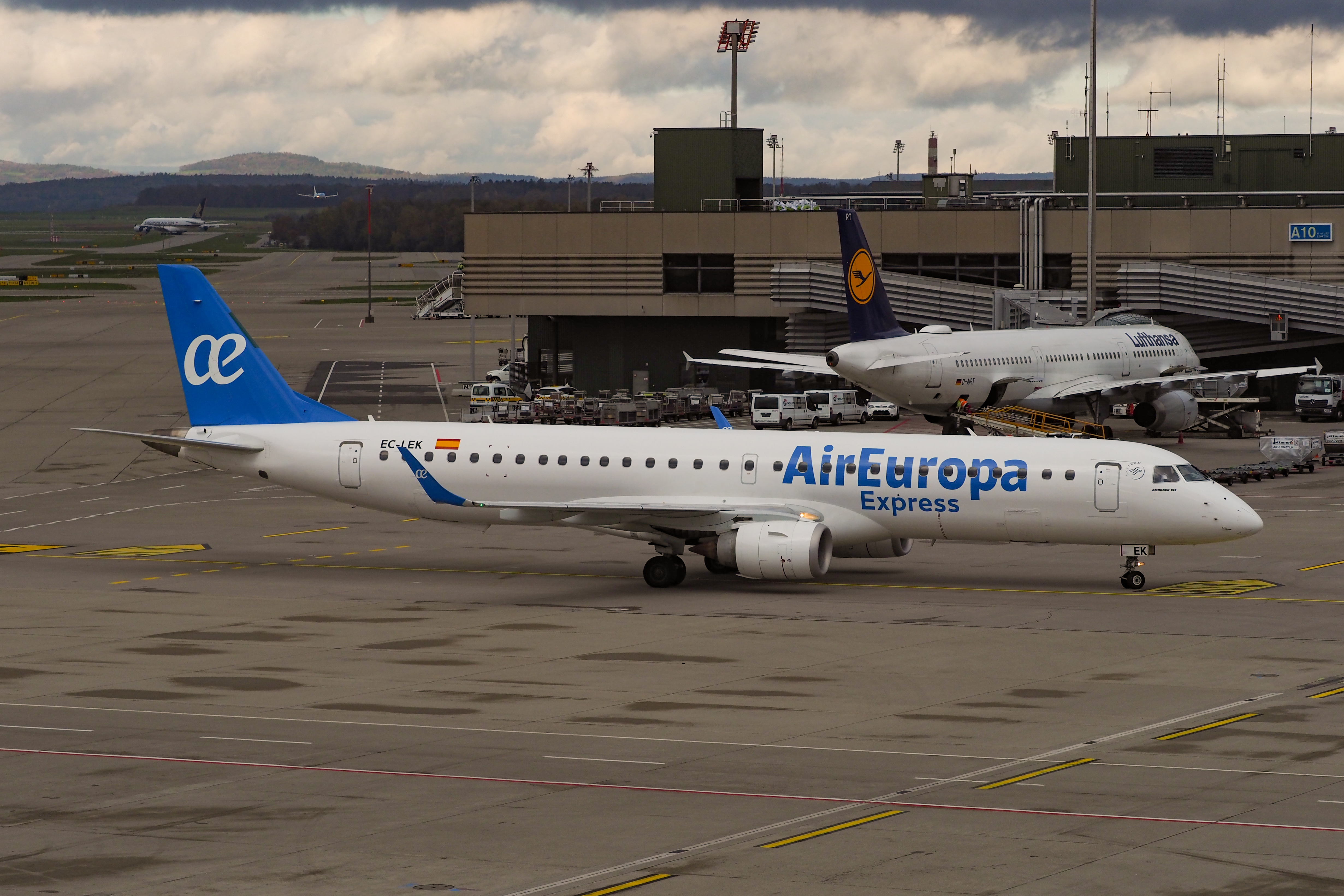
エンブラエル 195